# L'amore senza ma...
L'amore senza ma... (L'amour avec des si...) è un film del 1962 diretto da Claude Lelouch.